# Crise constitucional no Peru em 1992
O Autogolpe no Peru de 1992, foi uma crise constitucional que ocorreu no Peru no domingo de 5 de abril de 1992, depois que o então presidente Alberto Fujimori, com o apoio das forças armadas, de forma violenta e inconstitucionalmente, dissolveu o Congresso e interveio no Poder Judiciário, tomou vários meios de comunicação - emissoras de rádio, canais de televisão e jornais nacionais - e também promoveu perseguição de membros da oposição.

## Antecedentes
A fragilidade sistêmica das instituições governamentais piorou durante o governo do antecessor de Fujimori, Alan García, que se afastou do setor privado durante a tentativa de controlar o sistema bancário, levando ao colapso de toda a estrutura da administração pública.
Quando Fujimori foi eleito presidente, antes de sua posse viajou para o Japão e os Estados Unidos, a fim de reunir-se com autoridades de alto nível e solicitar auxílio para o Peru. Embora nos Estados Unidos, Fujimori foi informado que o Peru deveria adotar uma "estratégia econômica relativamente ortodoxa" e estabilizar a hiperinflação antes de ser permitida uma nova entrada na comunidade financeira internacional, o que significa que estas políticas deviam ser implementadas antes da concessão de qualquer auxílio internacional para o Peru. O Congresso, no entanto, resistia aos esforços de Fujimori de adotar políticas preconizadas pelo Fundo Monetário Internacional e pelo Banco Mundial, especialmente medidas de austeridade.
Depois de conquistar as eleições de 1990, o partido Cambio 90, não obteve a maioria no Congresso - na Câmara e no Senado - frente as maiorias da APRA e do Fredemo; entretanto, as duas câmaras haviam delegado três períodos sucessivos (180 dias cada) de poderes legislativos, a fim de permitir as reformas econômicas necessárias. A oposição revendo exaustivamente o pacote de decretos legislativos emitidos pelo poder executivo, se ofendeu porque o presidente tinha observado mais de 10 assinaturas de lei dada pelo poder legislativo. Igualmente, um comitê do Senado investiga casos de violações de direitos humanos, pelos quais foi julgado e atualmente encontra-se preso, Alberto Fujimori.
Dada a recusa do Congresso de conceder amplos poderes para legislar sem supervisão e com uma clara falta de cooperação por parte do Congresso, Fujimori decidiu no domingo de 5 de abril de 1992, dissolver o Congresso. Na terça-feira, 7 de abril, publicou a Lei de Base do Governo de Emergência e Reconstrução Nacional.

## Golpe
Na noite de domingo de 5 de abril de 1992, Fujimori apareceu na televisão e anunciou que estava "temporariamente dissolvendo" o Congresso da República e "reorganizando" o Poder Judiciário. Ele, então, ordenou que o Exército do Peru dirigisse tanques para o Congresso para fechá-lo. Quando um grupo de senadores tentou manter sessão, gás lacrimogêneo foi lançado contra eles.
Naquela mesma noite, os militares foram enviados para deter os influentes membros da oposição política. Fujimori está sendo julgado pelo sequestro do jornalista Gustavo Gorriti e do empresário Samuel Dyer, ambos os quais foram detidos por militares na noite do golpe.
Uma das ações mais criticadas de Fujimori foi a tentativa de prender o ex-presidente Alan García. Também contribuiu para o golpe o desejo de Fujimori de remover García, que estava atuando como senador, como um adversário político e potencial futuro candidato presidencial. No entanto, García conseguiu escapar à prisão e buscou asilo político na Colômbia.

## Resultados
Em 5 de abril de 1992, Alberto Fujimori estabeleceu o "Governo de Emergência e Reconstrução Nacional". Esta medida conseguiu:
- dissolver o Congresso do Peru, o que neutralizou seus adversários políticos;
- suspender a Constituição de 1979 no que diz respeito aos itens que se opunham à criação do Governo de Emergência e Reconstrução Nacional;
- convocar eleições para um Congresso Constituinte Democrático, cuja função foi promulgar um nova Constituição do Peru. Fujimori recebeu uma maioria neste novo congresso, que mais tarde elaborou a Constituição de 1993.

Em suma, Fujimori emitiu o Decreto-Lei 25.418 que dissolveu o Congresso, deu ao Poder Executivo todos os poderes legislativos, suspendeu grande parte da Constituição, e deu ao presidente o poder de aprovar várias reformas, como a "aplicação de punições drásticas" para terroristas. Fujimori também começou a cercear a independência do poder judicial e os direitos constitucionais com uma declaração de um estado de emergência e toque de recolher, bem como promulgar controversas leis de emergência "severas" para lidar com o terrorismo.

## Congresso pós-golpe
O Congresso deposto do Peru, inicialmente continuou a se reunir em segredo e, em seguida, em sessão na Ordem dos Advogados de Lima. A primeira norma do Congresso foi declarar a vacância de Alberto Fujimori e designar o vice-presidente Máximo San Román como presidente constitucional do Peru.
Máximo San Román tomou posse como presidente na terça-feira, 21 de abril de 1992, no auditório da Ordem dos Advogados de Lima, recebendo a faixa presidencial do ex-presidente Fernando Belaunde Terry. San Román foi o presidente à sombra até sábado de 9 de janeiro de 1993, quando o Congresso Constituinte Democrático emitiu uma lei declarando Alberto Fujimori como presidente constitucional.
San Román fez um apelo aos militares para depor Fujimori sem a obtenção de apoio, o que se juntou ao apoio da OEA para Alberto Fujimori e as medidas de convocar o Congresso Constituinte Democrático.

## Punição dos responsáveis
Em 26 de novembro de 2007, 10 ex-ministros foram condenados pela Suprema Corte do Peru por seu papel no autogolpe. O Ministro do Interior de Fujimori, Juan Briones Dávila, foi condenado a dez anos de prisão. Os ex-congressistas fujimoristas Jaime Yoshiyama, Carlos Boloña, Absalón Vásquez, Víctor Joy Way, Óscar de la Puente Raygada, Jaime Sobero, Alfredo Ross Antezana, Víctor Paredes Guerra e Augusto Antoniolli Vásquez foram todos também condenados por vários crimes, tais como rebelião e sequestro.